# Gaspard Proust

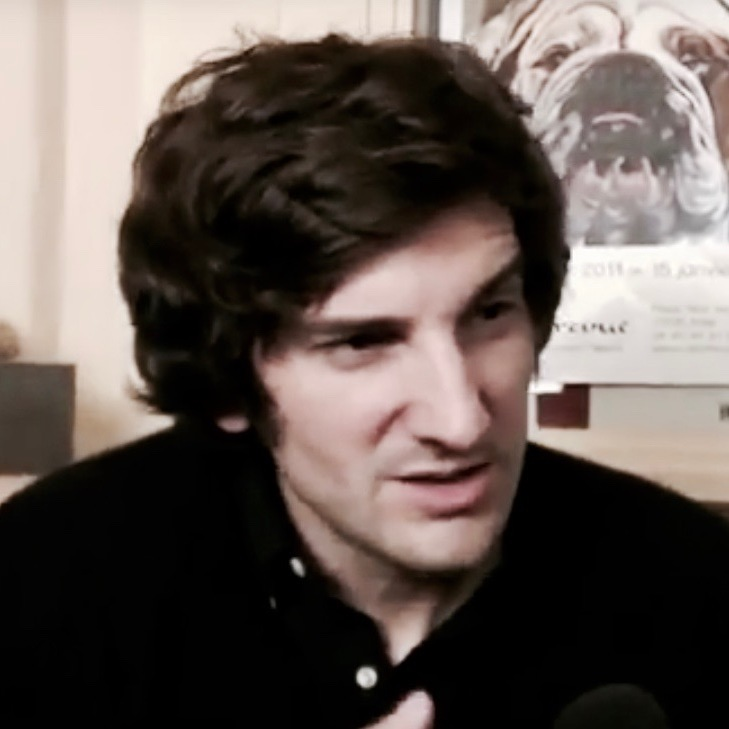
Gaspard Proust, 2011

Gaspard Proust, geboren als Gašper Pust (* 28. Juni 1976 in Novo mesto, Slowenien), ist ein slowenisch-schweizerischer Schauspieler und Komiker.

## Leben
Proust ist in Slowenien als Gašper Pust geboren. Er wuchs in Slowenien auf, bevor sich die Familie aufgrund der Arbeit des Vaters in Algerien niederließ, wo er zwölf Jahre lang lebte. 1994 verließ er nach den Anschlägen, die Algier erschütterten, das Land. Er kam nach Aix-en-Provence, wo er sein Baccalaureat an einer katholischen Schule erhielt. Er schloss sein Studium an der Fakultät für Höhere Betriebswirtschaftslehre der Universität Lausanne ab und wurde 2000 Vermögensverwalter in der Schweiz.
Nach seiner Kündigung ließ er sich in den Alpen in Chamonix-Mont-Blanc nieder, um sich dem Bergsteigen und der Literatur zu widmen. Er schrieb zunächst kurze, humorvolle Texte und Bühnenstücke, die in der Schweiz und in Paris aufgeführt wurden.
Seine erste Bühnen-Show mit dem Titel Sous-développé affectif fand am 1976 Loge Théâtre in Paris statt und brachte ihm den Prix du Jury du Marathon du rire, den Publikumspreis und den Prix SACD du festival Top-In-Humour ein.
Als Autor schreibt Gašper Pust unter dem  Namen Gaspard Proust, weil er, wie er sagt, sicher sein wollte, dass sein Name als Autor richtig ausgesprochen wird.

## Auszeichnungen
- 2015: Globe de Cristal, Nominierung in der Kategorie „Beste One-Man-Show“
- 2022: Molière:  Nominierung Molière de l'humour für Nouveau spectacle

## Theater
- 2012: Inconnu à cette adresse von Kressmann Taylor, für die Bühne bearbeitet von Michèle Lévy-Bram; Théâtre Antoine, Paris
- 2022: Demain la revanche von Sébastien Thiéry, Regie Ladislas Chollat; Théâtre Antoine[4]

## Filmografie (Auswahl)
- 2011: Das verflixte 3. Jahr (L’amour dure trois ans)
- 2011: Ein Musketier für alle Fälle (Les aventures de Philibert, capitaine puceau)
- 2014: Des lendemains qui chantent
- 2016: L'idéal
- 2019: Tanguy, le retour

## Schriften
- Apocalypse. Plon, Paris, 2022.